# Рахмангулов, Закей Салаватович
Закей Салаватович Рахмангулов (тат. Рәхмәнгулов Зәки; 1923—2009) — советский металлург, старший горновой Медногорского медно-серного комбината Оренбургской области, Герой Социалистического Труда (1966).

## Биография
Родился 5 июня 1923 года в деревне Бузулук Кувандыкского района Оренбургской области в крестьянской семье, татарин.
Рано лишившись родителей мальчик воспитывался в чужой семье среди добрых людей. По окончании в 1938 году школы-семилетки, работал в колхозе. В 1939 году по путевке комсомола учился в ремесленном училище в городе Медногорске Чкаловской (ныне Оренбургской) области и одновременно работал на медно-серном заводе горновым.
Участник Великой Отечественной войны — в мае 1942 года добровольцем ушёл на фронт. Воевал на Сталинградском и 2-м Украинском фронтах. Прошёл боевой путь от Сталинграда до Вены, был ранен.
После демобилизации в 1947 году вернулся на родной завод, был мастером производственного обучения в ремесленном училище. В 1950—1973 годах работал старшим горновым металлургического цеха (участок сократительной плавки и конвертирования) Медногорского медно-серного комбината. Стал инициатором соревнования за досрочное и качественное выполнение производственных заданий, за коммунистическое отношение к труду.
За выдающиеся успехи, достигнутые в развитии цветной металлургии Указом Президиума Верховного Совета СССР от 20 мая 1966 года З. С. Рахмангулову присвоено звание Героя Социалистического Труда с вручением ему ордена Ленина и золотой медали «Серп и Молот».
С 1973 года находился на пенсии, жил в городе Медногорске. Находясь на пенсии, ещё 22 года работал в санатории-профилактории «Металлург» заведующим хозяйственной частью. Занимался общественной деятельностью — избирался депутатом Медногорского городского Совета народных депутатов (с 1965 года), несколько лет возглавлял городской штаб ветеранов.
Умер 28 июля 2009 года, похоронен на Медногорском кладбище. В 2011 году ЗАО «Военно-мемориальная компания» установила памятник на могиле З. С. Рахмангулова.

## Награды
- Золотая медаль «Серп и Молот» Героя Социалистического Труда (20.05.1966)
- Орден Ленина (20.05.1966)
- Орден Отечественной войны II степени (1985)[4]
- Медаль Жукова
- Медаль «За победу над Германией в Великой Отечественной войне 1941—1945 гг.»
- Медаль «Ветеран труда»
- 9 юбилейных медалей (к 100-летию Ленина, к 20-, 30-, 40-, 50- и 60-летию Победы, к 50-, 60- и 70-летию Вооружённых Сил СССР)
- Трижды награждён знаком «Отличник социалистического соревнования РСФСР».
- Почётный гражданин Медногорска (1979)[5].

## Память
Гранитная звезда с портретом З. С. Рахмангулова установлена 1 октября 2018 года на Аллее героев в центре города Медногорска Оренбургской области.